# Danuta Lato
Danuta Lato, auch bekannt als Danuta (* 25. November 1963 (nach anderen Quellen 1965) in Polen) ist eine polnische Sängerin, Schauspielerin und Model der 1980er Jahre.

## Leben
Nach „offizieller“ Biografie ist Danuta in dem polnischen Dorf Szufnarowa geboren, machte eine Ausbildung zur Kindergärtnerin und wurde mit etwa 21 Jahren von einem Deutschen entdeckt.
In der Ausgabe 10/1984 des deutschen Penthouse erschien ihre erste Bildstrecke, die eine Karriere als Oben-ohne-Modell mit Veröffentlichungen in ganz Europa auslöste. Diese endete 1988/1989. Während dieser Zeit gab es in Zapfendorf bei Bamberg einen offiziellen Fanclub.
Danuta betätigte sich auch mit mäßigem Erfolg als Schauspielerin, u. a. 1985 in der deutschen Klamotte Drei und eine halbe Portion mit Jürgen Hingsen und Karl Dall, einer kleinen Episodenrolle in der Krimiserie Ein Fall für zwei sowie 1988 an der Seite von Ulrich Tukur in der recht erfolgreichen Komödie Felix.
Weiterhin versuchte sie Ende der 1980er Jahre eine Karriere als Sängerin. Ihr Disco-Song Touch my heart aus dem Jahr 1987, der auch als Picture Disc im Musik-Verlag ZYX-Records erschien, erreichte u. a. in den spanischen und polnischen Charts Platz 1. In Spanien, wo sie sehr erfolgreich war, folgten weitere Musikproduktionen mit dem Musikverlag DIVUCSA, Barcelona, u. a. war auch der Disco-Song For your Love in den spanischen Top Ten. Danuta Lato hatte zahlreiche Fernsehauftritte in Barcelona, Madrid und La Coruña. Sie wurde auch mehrfach zur Fernsehshow La Bola de Cristal von Javier Gurruchaga (der in Spanien einen Stellenwert wie im deutschsprachigen Raum Thomas Gottschalk hat) zu TVE Madrid eingeladen. Sie war zu dieser Zeit in der gesamten spanischen Boulevard-Presse präsent, erschien auch im spanischen Playboy und Lui als Covergirl und selbst die Tageszeitungen El País, Diario 16 und Ultima Hora widmeten ihr Artikel. Es erfolgten auch gemeinsame Auftritte mit ihren damaligen Konkurrentinnen, der Italienerin Sabrina Salerno und der Britin Samantha Fox, die als die drei bekanntesten singenden Glamour-Models der 1980er Jahre bekannt waren. So erschien auch eine CD Hot Girls-Danuta-Sabrina-Samantha – im Musik-Verlag Divucsa Barcelona – cd-5237. In Deutschland jedoch blieb ihr ein nennenswerter Erfolg versagt. 1990 wurde sie in der ersten von Uwe Hübner moderierten Ausgabe der ZDF-Hitparade kurz vorgestellt, weitere Auftritte im deutschen Fernsehen sind nicht bekannt.
Anfang der 1990er Jahre zog sich Danuta aus der Öffentlichkeit zurück. Sie heiratete einen Polen, der aus einem Nachbardorf stammte, und hat eine Tochter mit ihm. Mittlerweile lebt sie von ihrem Ehemann getrennt. An der Universitäts-Klinik in Erlangen machte sie eine Ausbildung als Fachtrainerin für Rehabilitation und arbeitet in diesem Bereich selbständig in Erlangen und in Bamberg.

## Filmografie
Fernsehserien
- 1988–1991: W labiryncie (drei Folgen)
- 1990: Das Erbe der Guldenburgs (Folge Das verwunschene Schloss)
- 1997: Ein Fall für zwei (Folge Alle für einen)

Filme
- 1985: Drei und eine halbe Portion
- 1986: Total bescheuert
- 1987: Nipagesh Basivuv
- 1987: Nipagesh Bachof
- 1988: Felix
- 1989: Beim nächsten Mann wird alles anders
- 1989: Busen 2
- 1990: Soldier of Fortune
- 1990: Neshika Bametzach
- 1991: Pommes Rot-Weiß